# Chip sonoro
Un chip sonoro è un circuito integrato ("chip") adibito alla produzione del suono (vedi chiptune). Può essere di tipo digitale, analogico o misto. Questi chip, normalmente, contengono vari circuiti quali oscillatori, campionatori, filtri e amplificatori.

## Generatori sonori programmabili
Una particolare categoria di chip sonori sono i generatori sonori programmabili (sigla PSG, dall'inglese Programmable Sound Generator), che sono integrati che possono essere comandati via software medianti comandi inviati da un microprocessore esterno: i PSG sono stati largamente usati nelle console e negli home computer realizzati negli '70 e '80 del XX secolo, dove venivano affiancati a una CPU che li pilotava mediante dei registri e di cui alleggerivano i compiti dato che il processo di generazione del suono era delegato completamente al PSG stesso.

## Sistemi basati sulla modulazione a codifica numerica d'impulsi
- MOS 8364 "Paula"
- Sony SPC700
- National LMC 1992